# Кејла Макбрајд
Кејла Макбрајд (енгл. Kayla McBride; Ири, 25. јун 1992) је америчка кошаркашица која игра у оквиру Женске националне кошаркашке асоцијације за тим Сан Антонио старс. На WNBA драфту 2014. године изабрана је од стране екипе Сан Антонио старс. На колеџу играла је на позицији бека, где је свој клуб Notre Dame водила четири пута до фајнал-фор такмичења и три пута у NCAA шампионат.

## Младост
Макбрајдова је рођена у граду Ири у Пенсилванији, 25. јуна 1992. године. Њени родитељи су Ламонт и Луан Макбрајд. Има млађег брата Арона и две млађе сестре, Јаден и Карли, која игра кошарку за Универзитет Индијана
.

## Кошарка у средној школи
Макбрајдова је похађала средњу женску школу Вила Марија у родном граду Ири у Пенсилванији. Током похађања школе, играла је за кошаркашки школски тим Викторс, где је освајала бројне награде за своје кошаркашко умеће и тимски допринос. Године 2007. освојила је награду Почетник године, а сезоне 2007/2008. године по мечу остваривала је 6,7 поена по утакмици, 4.3 скока и забележила 1,6 украдену лопту по мечу. Током играња за средњу школу освојила је и Геториџ награду за најбољег играча женске кошарке 2010. године и оборила школски рекорд у мушкој и женској категорији по учинку на крају школовања. Постигла је укупно 1727 поена, забележила 931 аситенцију, 474 украдене лопте и 191 блокаду.

## Каријера на колеџу
Макбрајдова је уписала Notre Dame универзитет, где је такође играла кошарку у сезони 2008/2009. Као бруцош провела је целу години на клуби тима свог универзитета. Године 2011. године одиграла је 19 утакмица, а била у старној постави у 4 утакмице. Забележила је 8,7 поенна по утакмици, 3.3 скока и имала 55,7% шута из игре, трећа најбоља у тиму. Њен тим Notre Dame завршио је сезону са 31 победом и 8 пораза, оборивши тако сопствени рекорд.
Током њене друге године одиграла је свих 39 утакмица шампионата, а била у стартној постави на 36 мечева. Постизала је 11,6 поена по утакмици и имала учинак од 91,9% слободних бацања.
Током треће године Макбрајдова је одиграла свих свих 37 утакмица, а била стартна постава у 36 мечева. Постизала је 15,9 поена по мечу, забележила 4,6 скокова и 24. асистенције по утакмици.
Током последње године Макбрајдовог играња кошарке на колеџу, одиграла је свих 38 утакмица у сезони 2013/2014. године. Постигла је 17,6 поена по утакмици, забележила 5,6 скокова и 3,8 асистенције по мечу. Њен тим стигао је до финала шампионата али је доживео пораз. Макбрајдова је у финалној утакмици забележила 2 поена и 5 скокова.

## Статистика на колеџу
| Година    | Тим                    | ОУ  | Поени | ПШ%  | 3П%  | СБ%  | СПУ | АПУ | УПУ | БПУ | ППУ  |
| --------- | ---------------------- | --- | ----- | ---- | ---- | ---- | --- | --- | --- | --- | ---- |
| 2010–2011 | Notre Dame универзитет | 19  | 165   | 55.7 | 23.5 | 86.2 | 3.3 | 1.5 | 0.9 | 0.2 | 8.7  |
| 2011–2012 | Notre Dame универзитет | 39  | 452   | 49.6 | 38.0 | 87.2 | 4.6 | 1.7 | 1.5 | 0.1 | 11.6 |
| 2012–2013 | Notre Dame универзитет | 37  | 590   | 45.3 | 31.7 | 90.0 | 4.6 | 2.4 | 1.5 | 0.2 | 15.9 |
| 2013–2014 | Notre Dame универзитет | 38  | 669   | 46.5 | 36.6 | 88.0 | 5.3 | 3.8 | 1.3 | 0.2 | 17.6 |
| Каријера  | Notre Dame универзитет | 133 | 1876  | 47.5 | 34.5 | 88.2 | 4.6 | 2.5 | 1.4 | 0.2 | 14.1 |

## Професионална каријера

### WNBA
Током WNBA драфта 2014. године, Макбрајдова је изабрана за трећег пика од стране екипе Сан Антонио старс. У стартној сезони за Сан Антонио старсе, одиграла је свих 34 утакмице и била водећа по броју поена, са 13,0 по утакмици, трећа најбоља у WNBA сезони 2014/2015. од свих новајлија. Позвана је у WNBA почетнички тим и добила признање Новајлија године. У њеној другој сезони WNBA шампионата 2015. године постизала је 13,8 поена по утакмици, али њен тим није успео да се пласира у плеј-оф. 2016. године одиграла је најбољу сезону у њеној каријери, али је доживела повреду стопала на утакмици против Минесоте линкс, 2. јула 2016. године. Паузирала је до краја сезоне, а до повреде постизала је 17,1 поена по утакмици, што је био њен рекорд каријере. у сезони 2017. године, Макбрајдова се опоравила од повреде и одиграла 30 утакмица, а од тога 29 стартних, са 15,4 поена по мечу. 1. августа 2017. године поново је оборила рекорд каријере, постигавши 31 поена у мечу против Њујорк либертија, који је њен тим победио резултатом 93:81

### Каријера ван Сједињених Држава
Током паузе WNBA шампионата сезоне 2014/2015. године, Макбрајдова је играла у Мађарској за клуб Уника сопрон. Наредне сезонске паузе играла је у Русији за клуб Надежда Оренбург, да би од новембра 2016. године заиграла у Турској за клуб универзитетски клуб Јакин догу, током паузе WNBA шампионата, са којим је потписала уговор о игрању и током паузе WNBA шампионата сезоне 2017/2018. године.

## WNBA статистика каријере

### Статистика сезоне
| Сезона   | Екипа             | ОУ  | СУ  | МПУ  | ПШ%  | 3П%  | СБ%  | СПУ | АПУ | УПУ | БПУ | ППУ  |
| -------- | ----------------- | --- | --- | ---- | ---- | ---- | ---- | --- | --- | --- | --- | ---- |
| 2014     | Сан Антонио старс | 34  | 34  | 26.0 | 40.6 | 39.6 | 84.6 | 2.3 | 1.7 | 0.9 | 0.1 | 13.0 |
| 2015     | Сан Антонио старс | 27  | 25  | 28.0 | 38.2 | 37.3 | 87.9 | 3.1 | 1.6 | 1.0 | 0.1 | 13.8 |
| 2016     | Сан Антонио старс | 17  | 17  | 30.8 | 36.7 | 30.5 | 85.3 | 4.0 | 1.9 | 1.0 | 0.1 | 17.1 |
| 2017     | Сан Антонио старс | 30  | 29  | 33.2 | 38.1 | 31.0 | 92.5 | 4.1 | 2.6 | 1.1 | 0.1 | 15.4 |
| Каријера | 4 година, 1 тим   | 108 | 105 | 29.2 | 38.5 | 34.9 | 88.3 | 3.3 | 2.0 | 1.1 | 0.1 | 14.5 |

### Плеј-оф
| Сезона   | Екипа             | ОУ | СУ | МПУ  | ПШ%  | 3П% | СБ% | СПУ | АПУ | УПУ | БПУ | ППУ  |
| -------- | ----------------- | -- | -- | ---- | ---- | --- | --- | --- | --- | --- | --- | ---- |
| 2014     | Сан Антонио старс | 2  | 2  | 30.2 | 59.3 | 60  | 97  | 2.5 | 0.5 | 1.0 | 0.0 | 22.5 |
| Каријера | 1 година, 1 тим   | 2  | 2  | 30.2 | .593 | 60  | 97  | 2.5 | 0.5 | 1.0 | 0.0 | 22.5 |

## Кошарка за репрезентацију Сједињених Држава
Макбрајдова је позвана да игра у женском кошаркашком тиму Сједињених Држава до 18 година, са којим је играла на ФИБА америчком У18 шампионату за жене 2010. године. Тим је прошао квалификације и освојио златну медаљу на овом такмичењу, а Макбрајдова прву у њеној каријери.

## Спољашне везе
- Профил на сајту WNBA